# Death of an Optimist
Death of an Optimist è il primo album in studio del cantante canadese/statunitense Grandson, pubblicato il 4 dicembre 2020 dalla Fueled by Ramen.

## Tracce
1. Death of an Optimist // Intro – 2:31 (Jordan Benjamin, Kevin Hissink, Chester Krupa Carbone, Maxwell Joseph)
2. In Over My Head – 3:18 (Jordan Benjamin, Kevin Hissink, JT Daly, Chester Krupa Carbone)
3. Identity – 3:36 (Jordan Benjamin, Kevin Hissink, Andrew Dawson, Chester Krupa Carbone)
4. Left Behind – 3:25 (Jordan Benjamin, Kevin Hissink, Sam Hollander, Andrew Migliore, Chester Krupa Carbone)
5. Dirty – 3:28 (Jordan Benjamin, Kevin Hissink, Gabe Simon, Chester Krupa Carbone)
6. The Ballad of G and X // Interlude – 2:22 (Jordan Benjamin, Kevin Hissink, Chester Krupa Carbone)
7. We Did It!!! – 2:49 (Jordan Benjamin, Kevin Hissink, JT Daly, Maxwell Joseph, Chester Krupa Carbone)
8. WWIII – 3:22 (Jordan Benjamin, Kevin Hissink, Chester Krupa Carbone)
9. Riptide – 3:12 (Jordan Benjamin, Kevin Hissink, Mike Shinoda, Taylor Bird)
10. Pain Shopping – 3:17 (Jordan Benjamin, Kevin Hissink, Chester Krupa Carbone, Daniel Ledinsky)
11. Drop Dead – 3:09 (Jordan Benjamin, Kevin Hissink, Travis Barker, Chester Krupa Carbone)
12. Welcome to Paradise // Outro – 3:31 (Jordan Benjamin, Kevin Hissink, Ross Golan, Chester Krupa Carbone)

## Formazione
Hanno partecipato alle registrazioni, secondo le note di copertina:
- Grandson – voce
- Boonn – produzione
- Krupa – produzione (eccetto traccia 9), missaggio (tracce 1, 3, 6 e 12)
- Chris Gehringer – mastering (tracce 1, 2, 4-8, 10-12)
- JT Daly – produzione (tracce 2 e 7)
- Adam Hawkins – missaggio (tracce 2 e 11)
- Andrew Dawson – produzione (traccia 3)
- Mark Jackson – mastering (traccia 3)
- No Love for the Middle Child – produzione (traccia 4)
- Nick Rad – missaggio (tracce 4, 7, 8 e 10)
- Gabe Simon – produzione (traccia 5)
- Mike Shinoda – produzione (traccia 9)
- Taylor Bird – produzione, missaggio e mastering (traccia 9)
- Travis Barker – produzione (traccia 11)